# Mistrovství světa juniorů v orientačním běhu 2000
11. Mistrovství světa juniorů v orientačním běhu proběhlo v Česku ve dnech 9. až 15. července 2000. Centrum závodů MSJ bylo poblíž města Nové Město na Moravě, jež leží v okrese Žďár nad Sázavou v kraji Vysočina.

## Program závodů
| Den    | Závod                 | Centrum závodu |
| ------ | --------------------- | -------------- |
| 10. 7. | Zahajovací ceremoniál |                |
| 11. 7. | Long                  | Zderaz         |
| 12. 7. | Middle kvalifikace    |                |
| 13. 7. | Middle                | Medlov         |
| 14. 7. | Štafety               | Hotel Ski      |

## Medailové pořadí podle zemí
Pořadí zúčastněných zemí podle získaných medailí v jednotlivých závodech mistrovství (tzv. olympijské hodnocení).
| Medailové pořadí podle zemí | Medailové pořadí podle zemí | Medailové pořadí podle zemí | Medailové pořadí podle zemí | Medailové pořadí podle zemí | Medailové pořadí podle zemí |
| Pořadí                      | Stát                        | Zlatá medaile               | Stříbrná medaile            | Bronzová medaile            | Celkem                      |
| --------------------------- | --------------------------- | --------------------------- | --------------------------- | --------------------------- | --------------------------- |
| 1                           | Česko                       | 3                           | 1                           | 2                           | 6                           |
| 2                           | Rusko                       | 2                           | -                           | -                           | 2                           |
| 3                           | Švédsko                     | 1                           | -                           | 3                           | 4                           |
| 4                           | Finsko                      | -                           | 1                           | 3                           | 4                           |
| 5                           | Norsko                      | -                           | 1                           | -                           | 1                           |
| 6                           | Ukrajina                    | -                           | -                           | 1                           | 1                           |

## Závod na klasické trati (Long)

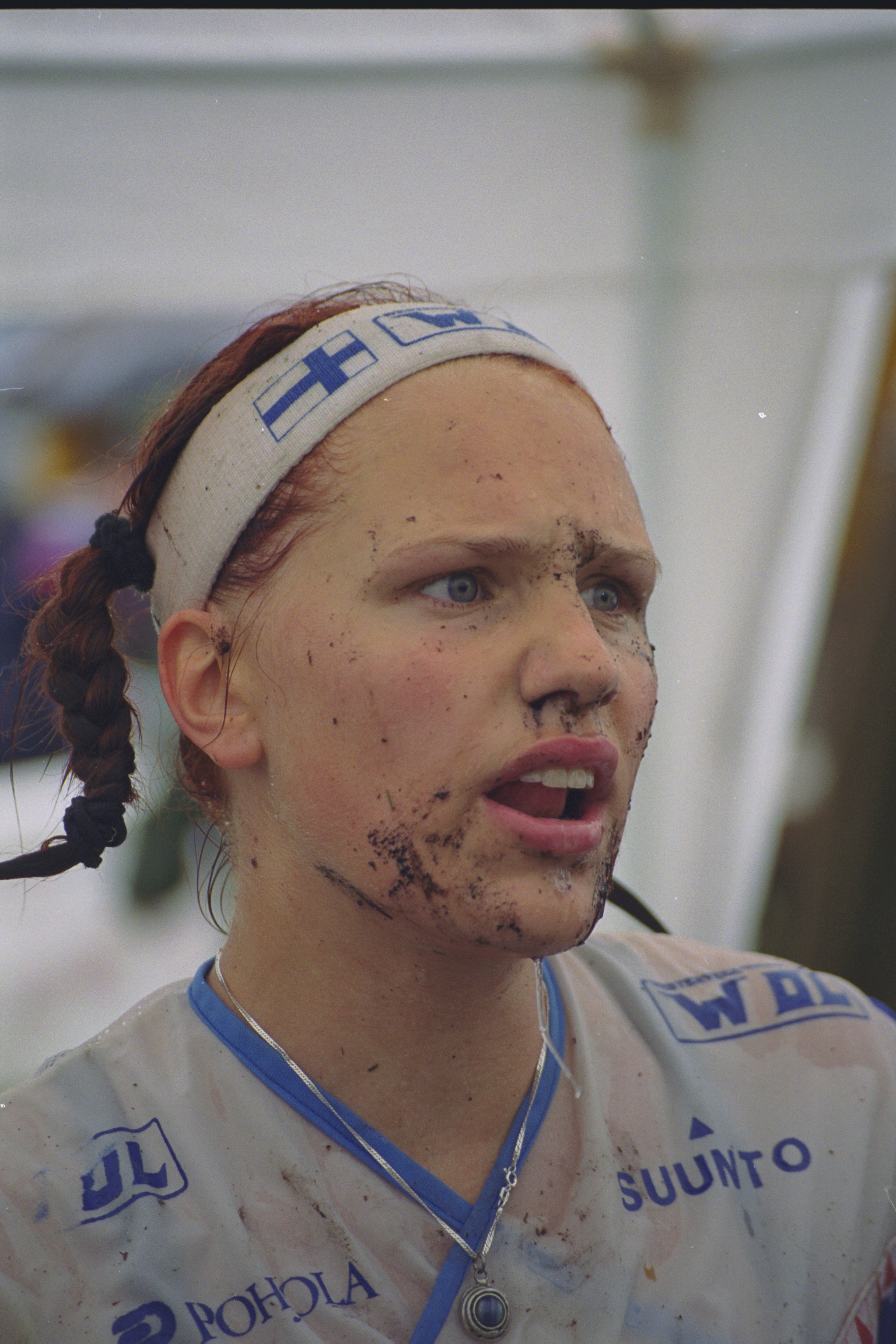
Minna Kauppi v cíli
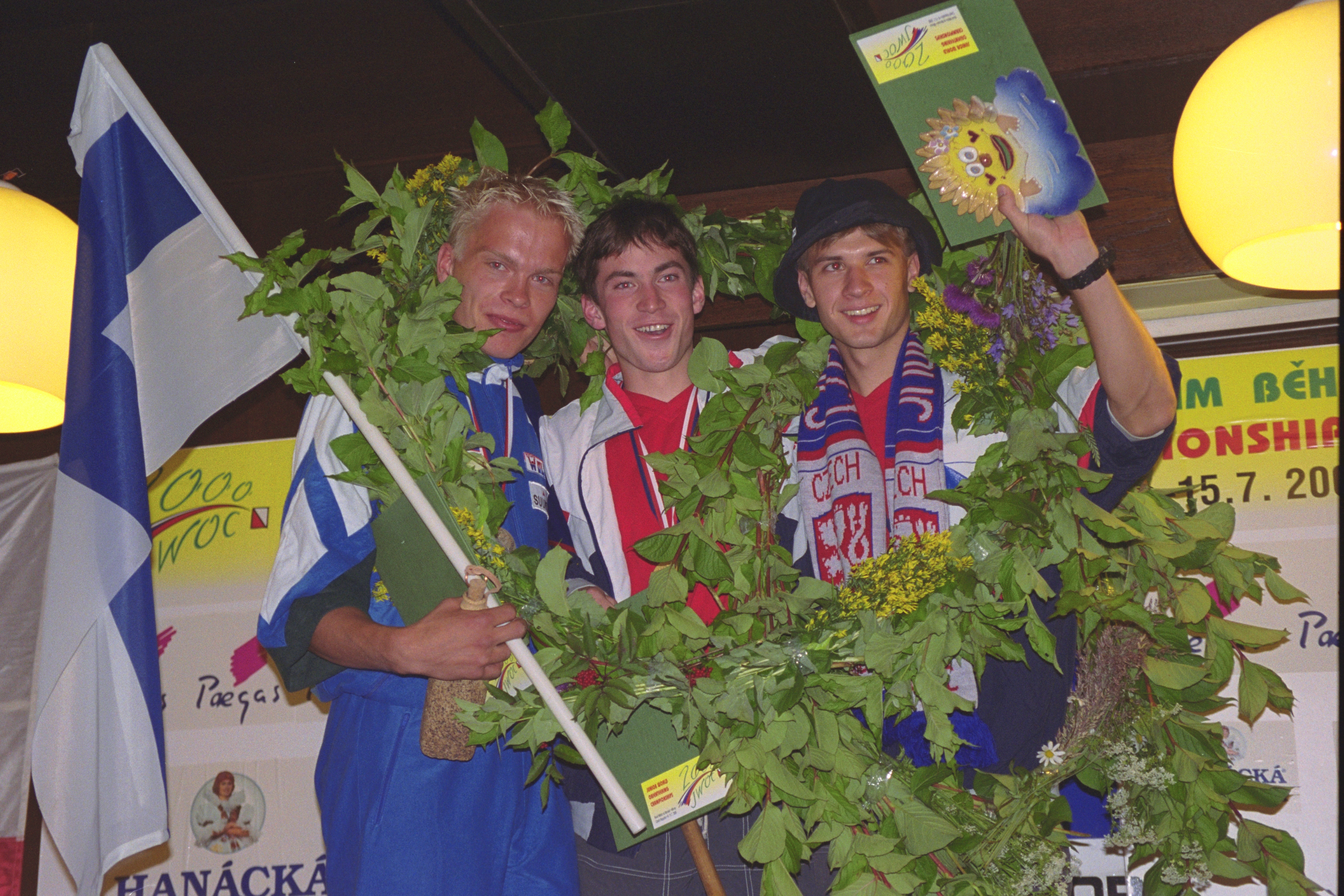
Vyhlášení mužů

### Výsledky závodu na klasické trati (Long)
| Muži                                                                                       | Muži                                                                                       | Muži                                                                                       | Muži                                                                                       | Muži                                                                                       | Ženy                                                                                      | Ženy                                                                                      | Ženy                                                                                      | Ženy                                                                                      | Ženy                                                                                      |
| ------------------------------------------------------------------------------------------ | ------------------------------------------------------------------------------------------ | ------------------------------------------------------------------------------------------ | ------------------------------------------------------------------------------------------ | ------------------------------------------------------------------------------------------ | ----------------------------------------------------------------------------------------- | ----------------------------------------------------------------------------------------- | ----------------------------------------------------------------------------------------- | ----------------------------------------------------------------------------------------- | ----------------------------------------------------------------------------------------- |
| - Traťové parametry: 10,4 km, 24 kontrol, 430 m převýšení - Mapa: Maštale 1:15 000 E = 5 m | - Traťové parametry: 10,4 km, 24 kontrol, 430 m převýšení - Mapa: Maštale 1:15 000 E = 5 m | - Traťové parametry: 10,4 km, 24 kontrol, 430 m převýšení - Mapa: Maštale 1:15 000 E = 5 m | - Traťové parametry: 10,4 km, 24 kontrol, 430 m převýšení - Mapa: Maštale 1:15 000 E = 5 m | - Traťové parametry: 10,4 km, 24 kontrol, 430 m převýšení - Mapa: Maštale 1:15 000 E = 5 m | - Traťové parametry: 7,1 km, 20 kontrol, 280 m převýšení - Mapa: Maštale 1:15 000 E = 5 m | - Traťové parametry: 7,1 km, 20 kontrol, 280 m převýšení - Mapa: Maštale 1:15 000 E = 5 m | - Traťové parametry: 7,1 km, 20 kontrol, 280 m převýšení - Mapa: Maštale 1:15 000 E = 5 m | - Traťové parametry: 7,1 km, 20 kontrol, 280 m převýšení - Mapa: Maštale 1:15 000 E = 5 m | - Traťové parametry: 7,1 km, 20 kontrol, 280 m převýšení - Mapa: Maštale 1:15 000 E = 5 m |
| Umístění                                                                                   | Země                                                                                       | Jméno                                                                                      | Čas                                                                                        | Ztráta                                                                                     | Umístění                                                                                  | Země                                                                                      | Jméno                                                                                     | Čas                                                                                       | Ztráta                                                                                    |
|                                                                                            | Česko                                                                                      | Jiří Kazda                                                                                 | 1:09:53                                                                                    |                                                                                            |                                                                                           | Rusko                                                                                     | Taťána Pereljavevová                                                                      | 0:59:43                                                                                   |                                                                                           |
|                                                                                            | Finsko                                                                                     | Pasi Ikonen                                                                                | 1:10:11                                                                                    | + 0:00:18                                                                                  |                                                                                           | Norsko                                                                                    | Marianne Riddervoldová                                                                    | 1:00:34                                                                                   | + 0:00:51                                                                                 |
|                                                                                            | Česko                                                                                      | Jaromír Švihovský                                                                          | 1:10:58                                                                                    | + 0:01:05                                                                                  |                                                                                           | Ukrajina                                                                                  | Natalia Potopalská                                                                        | 1:01:15                                                                                   | + 0:01:32                                                                                 |
| 4                                                                                          | Česko                                                                                      | Michal Smola                                                                               | 1:11:33                                                                                    | + 0:01:40                                                                                  | 4                                                                                         | Finsko                                                                                    | Minna Kauppiová                                                                           | 1:01:54                                                                                   | + 0:02:11                                                                                 |
| 5                                                                                          | Švédsko                                                                                    | Erik Öhlund                                                                                | 1:11:50                                                                                    | + 0:01:57                                                                                  | 5                                                                                         | Česko                                                                                     | Vendula Klechová                                                                          | 1:02:17                                                                                   | + 0:02:34                                                                                 |
| 6                                                                                          | Rusko                                                                                      | Andrej Chramov                                                                             | 1:12:33                                                                                    | + 0:02:40                                                                                  | 6                                                                                         | Litva                                                                                     | Ieva Sargautytėová                                                                        | 1:03:14                                                                                   | + 0:03:31                                                                                 |

## Závod na krátké trati (Middle)

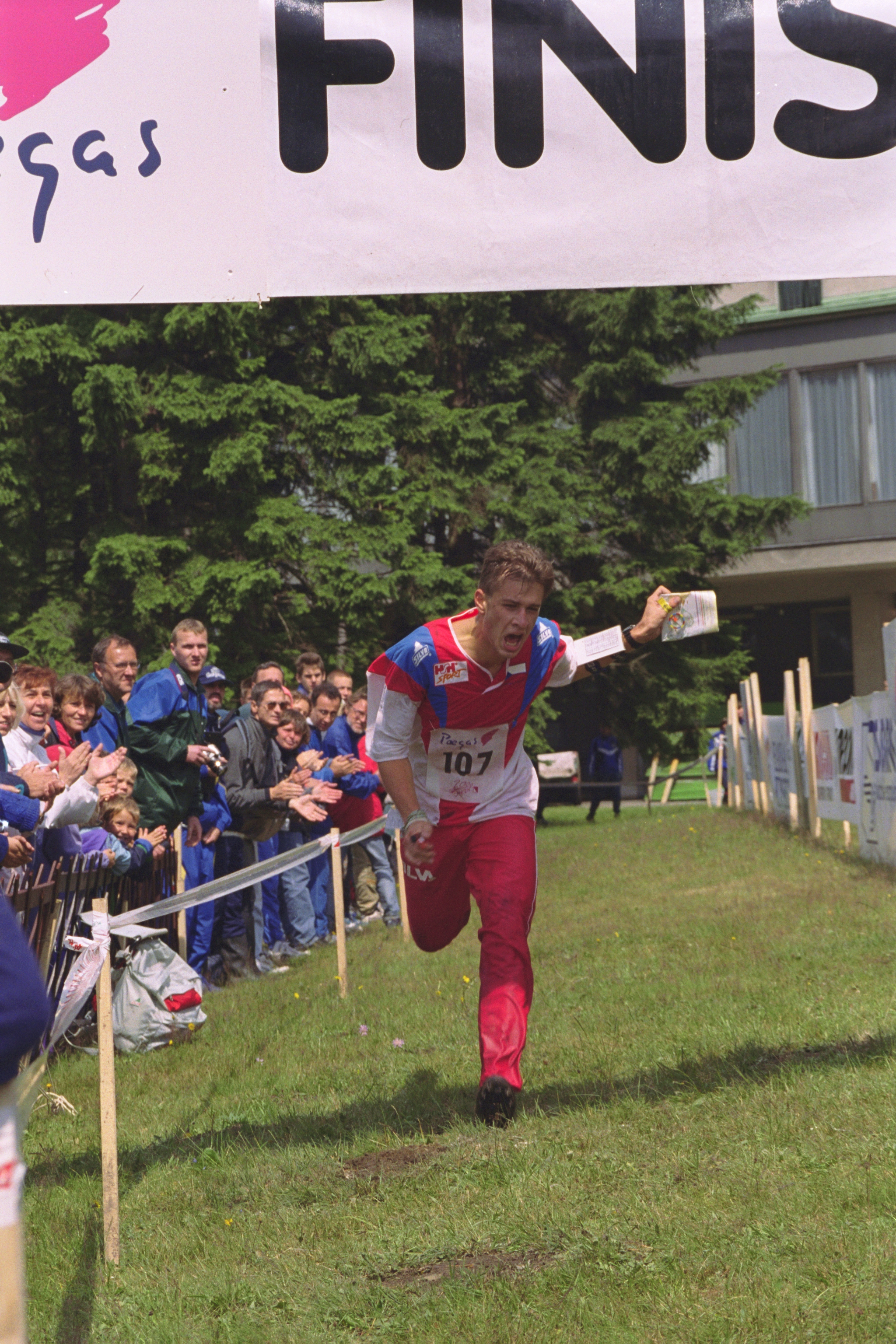
Jaromír Švihovský

### Výsledky závodu na krátké trati (Middle)
| Muži                                                                                           | Muži                                                                                           | Muži                                                                                           | Muži                                                                                           | Muži                                                                                           | Ženy                                                                                           | Ženy                                                                                           | Ženy                                                                                           | Ženy                                                                                           | Ženy                                                                                           |
| ---------------------------------------------------------------------------------------------- | ---------------------------------------------------------------------------------------------- | ---------------------------------------------------------------------------------------------- | ---------------------------------------------------------------------------------------------- | ---------------------------------------------------------------------------------------------- | ---------------------------------------------------------------------------------------------- | ---------------------------------------------------------------------------------------------- | ---------------------------------------------------------------------------------------------- | ---------------------------------------------------------------------------------------------- | ---------------------------------------------------------------------------------------------- |
| - Traťové parametry: 4,5 km, 15 kontrol, 90 m převýšení - Mapa: Pasecká skála 1:15 000 E = 5 m | - Traťové parametry: 4,5 km, 15 kontrol, 90 m převýšení - Mapa: Pasecká skála 1:15 000 E = 5 m | - Traťové parametry: 4,5 km, 15 kontrol, 90 m převýšení - Mapa: Pasecká skála 1:15 000 E = 5 m | - Traťové parametry: 4,5 km, 15 kontrol, 90 m převýšení - Mapa: Pasecká skála 1:15 000 E = 5 m | - Traťové parametry: 4,5 km, 15 kontrol, 90 m převýšení - Mapa: Pasecká skála 1:15 000 E = 5 m | - Traťové parametry: 3,8 km, 13 kontrol, 60 m převýšení - Mapa: Pasecká skála 1:15 000 E = 5 m | - Traťové parametry: 3,8 km, 13 kontrol, 60 m převýšení - Mapa: Pasecká skála 1:15 000 E = 5 m | - Traťové parametry: 3,8 km, 13 kontrol, 60 m převýšení - Mapa: Pasecká skála 1:15 000 E = 5 m | - Traťové parametry: 3,8 km, 13 kontrol, 60 m převýšení - Mapa: Pasecká skála 1:15 000 E = 5 m | - Traťové parametry: 3,8 km, 13 kontrol, 60 m převýšení - Mapa: Pasecká skála 1:15 000 E = 5 m |
| Umístění                                                                                       | Země                                                                                           | Jméno                                                                                          | Čas                                                                                            | Ztráta                                                                                         | Umístění                                                                                       | Země                                                                                           | Jméno                                                                                          | Čas                                                                                            | Ztráta                                                                                         |
|                                                                                                | Česko                                                                                          | Michal Smola                                                                                   | 0:25:28                                                                                        |                                                                                                |                                                                                                | Švédsko                                                                                        | Camilla Berglundová                                                                            | 0:25:43                                                                                        |                                                                                                |
|                                                                                                | Česko                                                                                          | Zbyněk Hora                                                                                    | 0:25:44                                                                                        | + 0:00:16                                                                                      |                                                                                                | Švédsko                                                                                        | Maria Bergkvistová                                                                             | 0:26:13                                                                                        | + 0:00:30                                                                                      |
|                                                                                                | Česko                                                                                          | Jaromír Švihovský                                                                              | 0:25:46                                                                                        | + 0:00:18                                                                                      |                                                                                                | Finsko                                                                                         | Minna Kauppiová                                                                                | 0:26:22                                                                                        | + 0:00:39                                                                                      |
| 4                                                                                              | Norsko                                                                                         | Rune Strandberg                                                                                | 0:26:25                                                                                        | + 0:00:57                                                                                      | 4                                                                                              | Rusko                                                                                          | Yulia Sedinaová                                                                                | 0:26:33                                                                                        | + 0:00:50                                                                                      |
| 5                                                                                              | Švédsko                                                                                        | Per Andreasson                                                                                 | 0:26:31                                                                                        | + 0:01:03                                                                                      | 5                                                                                              | Rusko                                                                                          | Taťána Pereljavevová                                                                           | 0:26:34                                                                                        | + 0:00:51                                                                                      |
| 6                                                                                              | Rusko                                                                                          | Andrej Chramov                                                                                 | 0:26:39                                                                                        | + 0:01:11                                                                                      | 6                                                                                              | Česko                                                                                          | Zuzana Stehnová                                                                                | 0:26:50                                                                                        | + 0:01:07                                                                                      |

## Štafetový závod

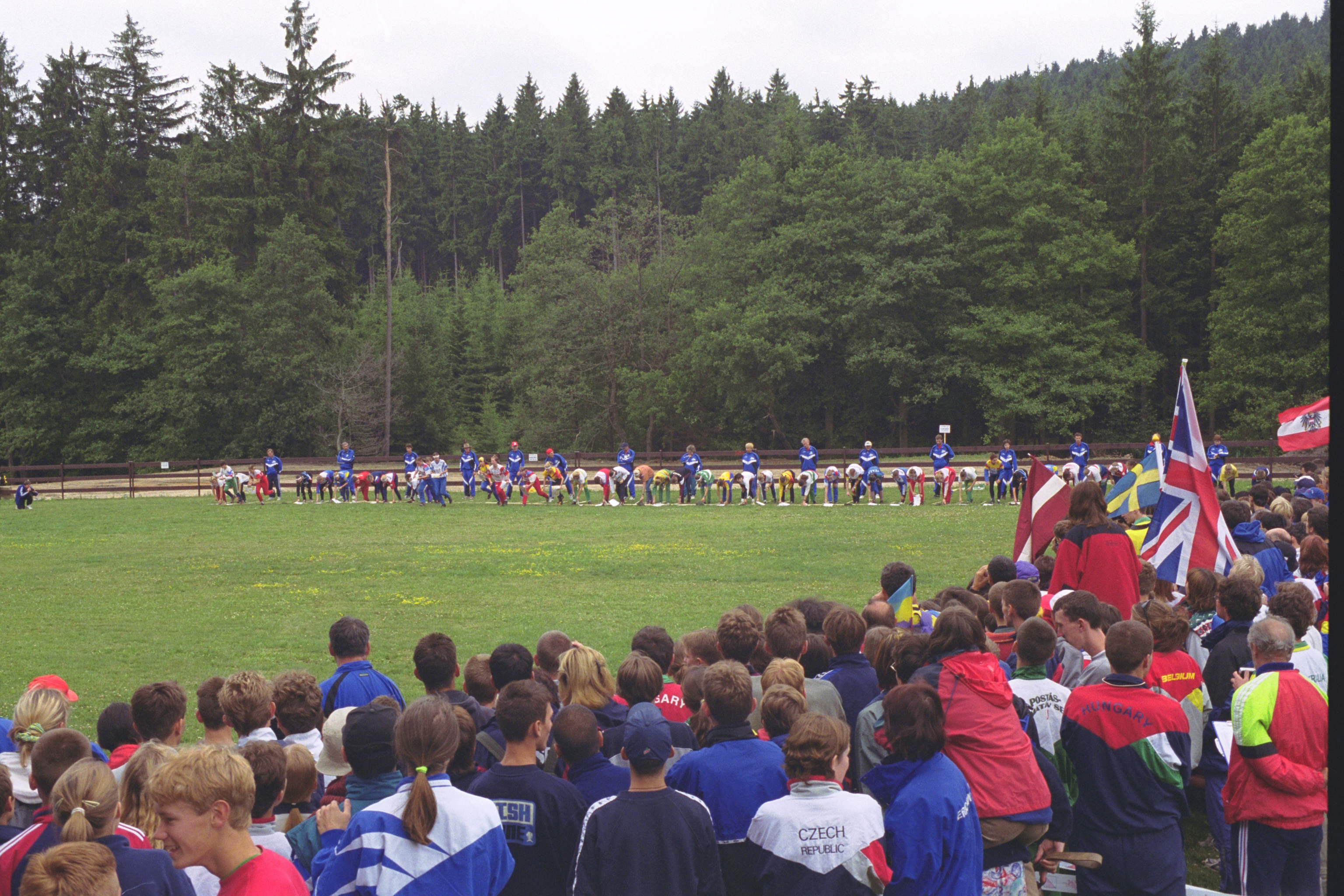
start závodu
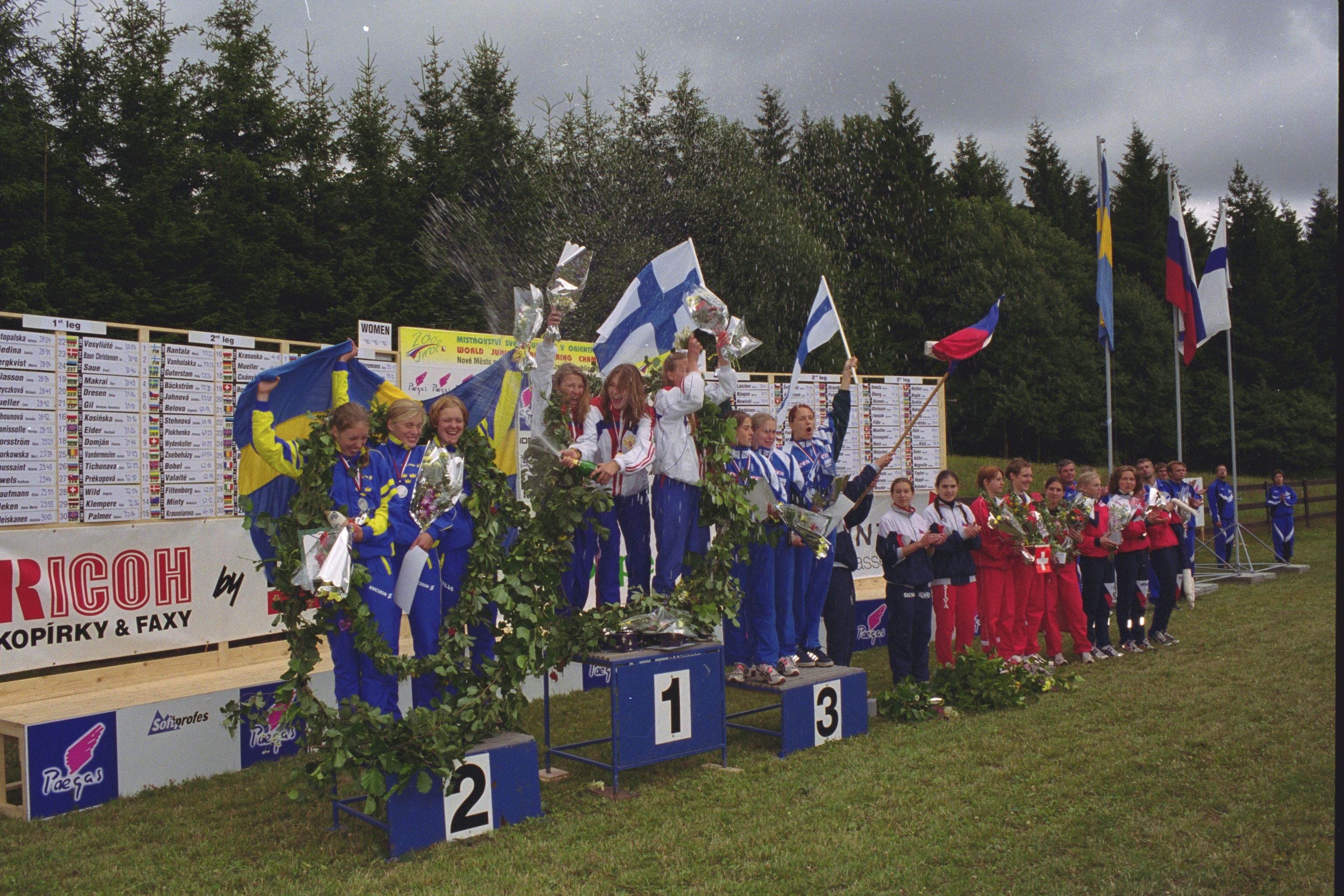
Vyhlášení žen

### Výsledky štafetového závodu
| Muži                                                                                    | Muži                                                                                    | Muži                                                                                    | Muži                                                                                    | Muži                                                                                    | Ženy                                                                            | Ženy                                                                            | Ženy                                                                            | Ženy                                                                            | Ženy                                                                            |
| --------------------------------------------------------------------------------------- | --------------------------------------------------------------------------------------- | --------------------------------------------------------------------------------------- | --------------------------------------------------------------------------------------- | --------------------------------------------------------------------------------------- | ------------------------------------------------------------------------------- | ------------------------------------------------------------------------------- | ------------------------------------------------------------------------------- | ------------------------------------------------------------------------------- | ------------------------------------------------------------------------------- |
| - Traťové parametry : 7,5 km, 20 kontrol, ? m převýšení - Mapa: Ochoza 1:10 000 E = 5 m | - Traťové parametry : 7,5 km, 20 kontrol, ? m převýšení - Mapa: Ochoza 1:10 000 E = 5 m | - Traťové parametry : 7,5 km, 20 kontrol, ? m převýšení - Mapa: Ochoza 1:10 000 E = 5 m | - Traťové parametry : 7,5 km, 20 kontrol, ? m převýšení - Mapa: Ochoza 1:10 000 E = 5 m | - Traťové parametry : 7,5 km, 20 kontrol, ? m převýšení - Mapa: Ochoza 1:10 000 E = 5 m | - Parametry : 5,8 km, 14 kontrol, ? m převýšení - Mapa: Ochoza 1:10 000 E = 5 m | - Parametry : 5,8 km, 14 kontrol, ? m převýšení - Mapa: Ochoza 1:10 000 E = 5 m | - Parametry : 5,8 km, 14 kontrol, ? m převýšení - Mapa: Ochoza 1:10 000 E = 5 m | - Parametry : 5,8 km, 14 kontrol, ? m převýšení - Mapa: Ochoza 1:10 000 E = 5 m | - Parametry : 5,8 km, 14 kontrol, ? m převýšení - Mapa: Ochoza 1:10 000 E = 5 m |
| Umístění                                                                                | Země                                                                                    | Jméno                                                                                   | Čas                                                                                     | Ztráta                                                                                  | Umístění                                                                        | Země                                                                            | Jméno                                                                           | Čas                                                                             | Ztráta                                                                          |
|                                                                                         | Česko                                                                                   | Jiří Kazda Jaromír Švihovský Michal Smola                                               | 1:52:16                                                                                 |                                                                                         |                                                                                 | Rusko                                                                           | Julia Sedinová Evgenia Belová Taťána Pereljavevová                              | 1:29:41                                                                         |                                                                                 |
|                                                                                         | Švédsko                                                                                 | Erik Öhlund David Andersson Peter Öberg                                                 | 1:53:38                                                                                 | + 0:01:22                                                                               |                                                                                 | Švédsko                                                                         | Maria Bergkvistová Kajsa Guterstamová Camilla Berglundová                       | 1:29:58                                                                         | + 0:00:17                                                                       |
|                                                                                         | Finsko                                                                                  | Timo Saarinen Markus Lindeqvist Pasi Ikonen                                             | 1:54:12                                                                                 | + 0:01:56                                                                               |                                                                                 | Finsko                                                                          | Sara Forsströmová Maria Rantalaová Minna Kauppiová                              | 1:31:44                                                                         | + 0:02:03                                                                       |
| 4                                                                                       | Polsko                                                                                  | Krzysztof Nowicki Michał Parzewski Wojciech Dwojak                                      | 1:55:45                                                                                 | + 0:03:29                                                                               | 4                                                                               | Česko                                                                           | Veronika Běhounová Zuzana Stehnová Vendula Klechová                             | 1:32:24                                                                         | + 0:02:43                                                                       |
| 5                                                                                       | Švýcarsko                                                                               | Lukas Ebneter Christian Ott Andreas Müller                                              | 1:56:43                                                                                 | + 0:04:27                                                                               | 5                                                                               | Švýcarsko                                                                       | Lea Müllerová Susanne Wydenkellerová Martina Fritschyová                        | 1:33:27                                                                         | + 0:03:46                                                                       |
| 6                                                                                       | Dánsko                                                                                  | Anders Sondergaard Steen Piil Jacob Grønnegaard                                         | 1:57:13                                                                                 | + 0:04:57                                                                               | 6                                                                               | Norsko                                                                          | Anne Marie Blekenová Julie Bøbelová Marte Balchenová                            | 1:35:06                                                                         | + 0:05:25                                                                       |

## Česká juniorská reprezentace na MSJ
Česko reprezentovalo 6 mužů a 6 žen pod vedením šéftrenéra Libora Zřídkaveselého a trenérů Jiřího Strnada, Jiřího Sýkory a Pavla Slavíka.
| Michal Smola      | 1. místo   | 4. místo  | 1. místo | Zuzana Stehnová     | 6. místo  | 20. místo | 4. místo |
| Zbyněk Hora       | 2. místo   | 8. místo  | 1. místo | Michaela Przyczková | 23. místo | 19. místo | x        |
| Jaromír Švihovský | 3. místo   | 3. místo  | 1. místo | Vendula Klechová    | 8. místo  | 5. místo  | 4. místo |
| Jiří Kazda        | 12. místo  | 1. místo  | x        | Anežka Jáhnová      | 33. místo | 69. místo | x        |
| Jan Mrázek        | 42. místo  | 23. místo | x        | Lucie Waldová       | 36. místo | 41. místo | x        |
| Michal Černý      | MB5. místo | 53. místo | x        | Veronika Běhounová  | 49. místo | 29. místo | 4. místo |